# Wutha (stacja kolejowa)
Wutha (niem.: Bahnhof Wutha) – stacja kolejowa w Wutha-Farnroda, w kraju związkowym Turyngia, w Niemczech. Znajduje się na linii Halle – Bebra.
Według klasyfikacji Deutsche Bahn posiada kategorię 6.

## Linie kolejowe
- Halle – Bebra
- Wutha – Ruhla – linia nieczynna